# Silverdals griftegård

Silverdals griftegård är en av tre begravningsplatser i Sollentuna församling. Den anlades 1914 som garnisonskyrkogård för Stockholms garnison. Sollentuna församling övertog begravningsplatsen 1960 och har utvidgat den till erforderligt behov. Där har också ett krematorium och ett begravningskapell senare uppförts.

## Historik
Den 18 oktober 1914 invigdes Garnisonskyrkogården i Silverdal. Garnisonskyrkogården ägdes av Stockholms garnison. Under perioden 1914–1922 skedde 120 gravsättningar, därefter avtog användningen av kyrkogården. Senast det var en gravsättning i militär regi var 1951. Garnisonskapellet från år 1923 ritat av arkitekt Erik Josephson. Stilen är nationalromantisk, med drag av en medeltida kyrka. Kapellet användes för begravningar fram till 1969, då Silverdalskapellet stod färdigt. Numera används Garnisonskapellet till andakter och mötesplats i samband med urnnedsättningar. Det finns fortfarande platser kvar på garnisonsdelen och det är chefen för Livgardet som kan begära gravsättning för avlidna som har tillräcklig anknytning till Stockholms garnison. 1960 tog församlingen över griftegården. Totalt finns det idag drygt 140 gravar på den militära delen.
Den 14 september 1969 invigde biskop Helge Ljungberg det nyuppförda Silverdalskapellet på griftegården.
Silverdals griftegård utvidgades 2023 med ytterligare en begravningsplats med cirka 700 nya kistgravplatser, inklusive ett antal särskilda gravplatser. Dessutom gavs plats för ytterligare 500 urngravar samt en askgravlund, med rum för åtminstone 2 000 askor.

## Begravda celebriteter
- Harry Martinson, svensk författare [2]
- Folke Jonsson, svensk operasångare
- Ted Gärdestad, svensk sångare, kompositör och musiker [3]
- Elias Bengtsson, svensk professor i infektionssjukdomar
- Richard A. Reyment, australisk-svensk professor i geologi och paleontologi
- Kenneth Gärdestad, svensk låtskrivare och bror till Ted Gärdestad

## Bilder

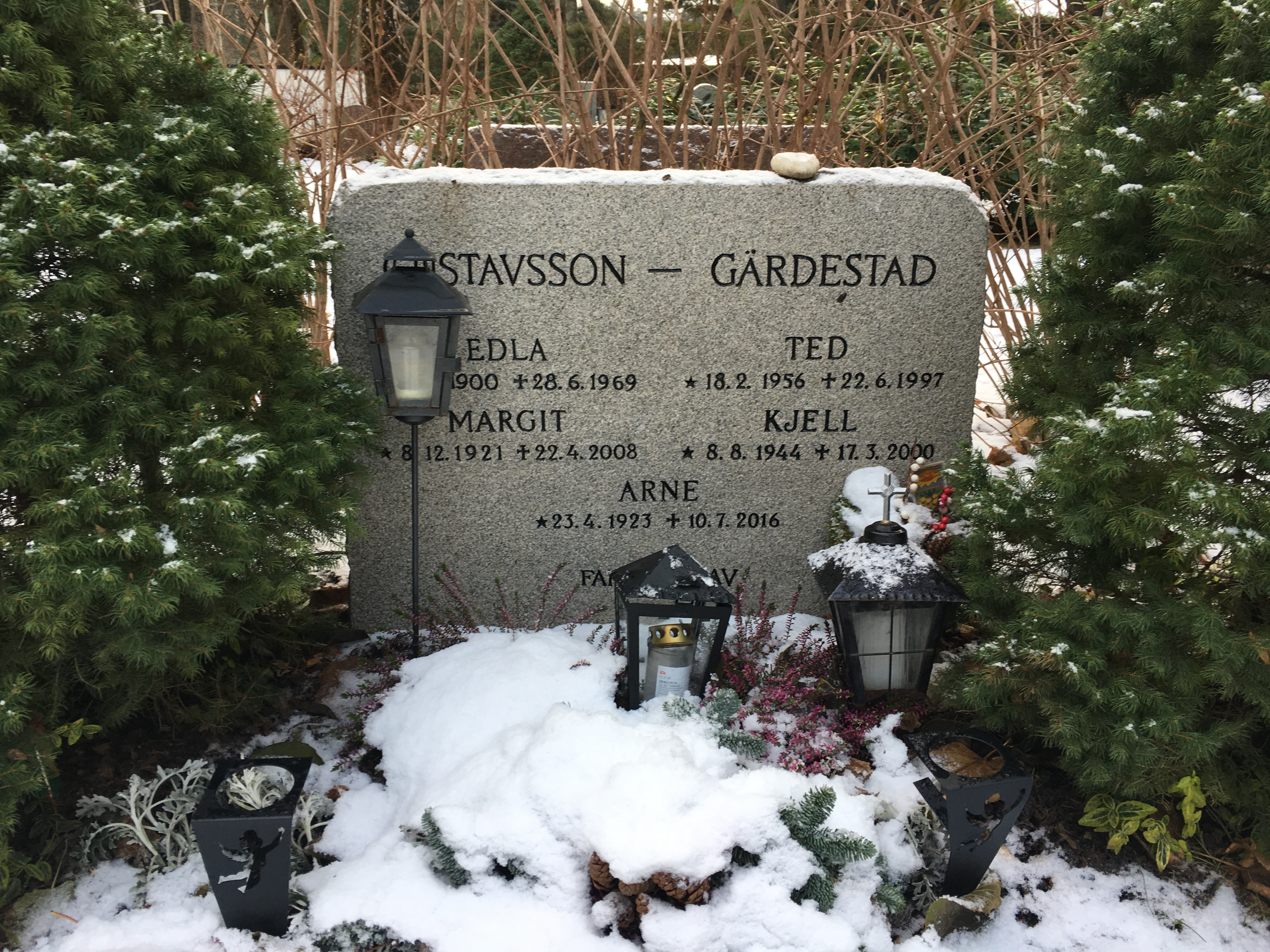
Ted Gärdestads gravplats.
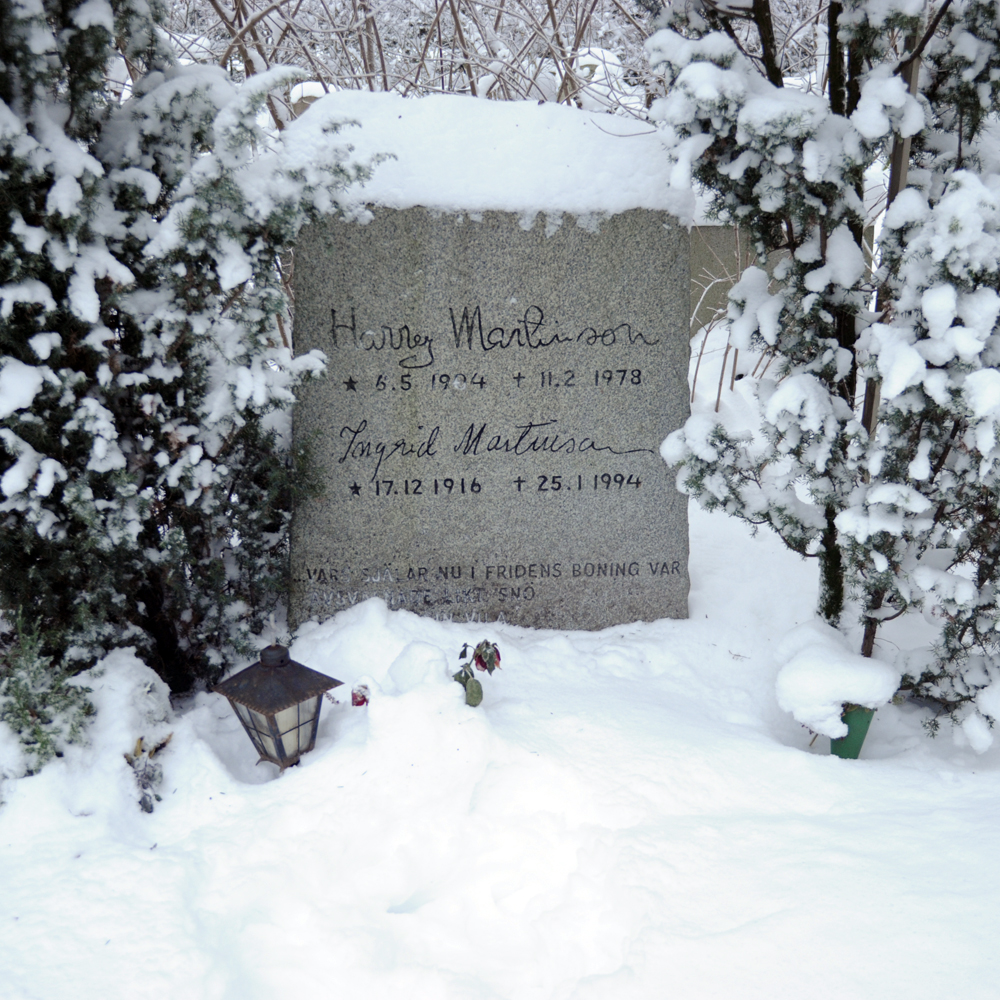
Harry Martinsons gravplats.